# Termoclino

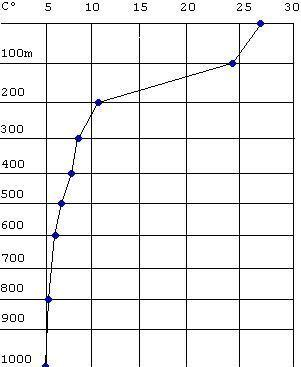
Variazione della temperatura con la profondità in un mare tropicale. Il termoclino è situato tra i 100 e i 200 metri.

Andamento della temperatura e della salinità dell'acqua nell'Oceano Artico alle coordinate 85,18 nord e 117,28 est al 1º gennaio 2010.

Il termoclino è lo strato di transizione tra lo strato rimescolato di superficie e lo strato di acqua profonda in corpi idrici profondi come oceani, mari e laghi. Le definizioni di questi strati sono basate sulla temperatura. Lo strato di rimescolamento (mixed layer) è vicino alla superficie, dove la temperatura è costante e approssimativamente pari a quella dell'acqua di superficie. Lo strato d'acqua più caldo è chiamato epilimnio e quello più freddo ipolimnio; lo strato di separazione, cioè il termoclino, è chiamato anche metalimnio.

## Descrizione
Nello strato di termoclino, la temperatura diminuisce rapidamente dal valore assunto nello strato di mescolamento a quello corrispondente alla temperatura dell'acqua profonda, che è stabile nel corso dell'anno perché troppo profonda per poter essere influenzata dalla radiazione solare. Il termoclino rappresenta quindi la zona di transizione tra lo strato superficiale e quello profondo.
Sotto il termoclino la temperatura rimane costantemente bassa. La repentina variazione di densità costituisce uno sbarramento per la diffusione dei nutrienti quando le acque più calde galleggiano sopra quelle più fredde. In inverno accade invece che le acque superficiali possono scendere a temperature inferiori a quelle dello strato profondo, che sono costanti e si scostano di pochi gradi dallo zero negli oceani. Quando ciò accade quelle profonde tendono a risalire perché meno dense, ed in questa risalita trascinano verso l'alto i nutrienti, di cui sono ricche. Al contrario, quelle superficiali tendono a scendere portando in profondità l'ossigeno, di cui sono ricche per effetto del continuo contatto con l'atmosfera. 
In alcuni casi, il termoclino è talmente brusco e sottile da essere visibile ai subacquei ad occhio nudo. Si presenta come uno strato, dello spessore di 2-3 cm, che presenta una forte distorsione nella propagazione della luce che lo attraversa, assomigliando ad un telo di plastica semitrasparente che galleggia a mezza acqua. La differenza di temperatura tra il lato caldo e quello freddo può essere anche di una decina di gradi ed è nettamente avvertibile anche attraverso la muta.
Il termoclino veniva usato dai sottomarini tedeschi nella Seconda Guerra Mondiale per evitare di essere individuati dai sonar, in quanto il termoclino si comporta come una barriera acustica; infatti il suono prodotto sotto il termoclino rimbalza su di esso come su una superficie riflettente.
Il termoclino può essere osservato anche nei laghi.

### Mar Mediterraneo
Nel Mar Mediterraneo, durante il periodo estivo le acque superficiali possono superare i 28 °C di temperatura. Le acque superficiali galleggiano su quelle profonde, le quali, mantenendosi ad una temperatura media intorno ai 13 °C per tutto l'anno (non scende mai al di sotto dei 10 °C), presentano una densità maggiore di quelle più calde superficiali. In pratica si forma un termoclino già fra i 15 e i 40 m, che crea una barriera netta, dovuta alla differenza di temperatura fra i due strati di acqua, che impedisce il passaggio in superficie dei nutrienti di origini profonde, risultando anche un ostacolo insuperabile per molte specie animali.
In inverno la densità dell'acqua superficiale aumenta per il raffreddamento generato dall'abbassamento della temperatura dell'aria e per i venti freddi e secchi che spirano da Nord e da Nord-ovest, che causano una perdita notevole di calore e l'evaporazione degli strati superficiali, e possono portare la temperatura dell'acqua a valori fino a 9 °C.
Quando la densità degli strati superficiali supera quella degli strati profondi, la cui temperatura è costantemente intorno ai 13 °C, questi, ricchi di ossigeno ma poveri di nutrimento, sprofondano creando una omogeneizzazione ed un rimescolamento con quelle profonde, povere di ossigeno ma ricche di nutrienti.
Nel Mar Mediterraneo i termoclini sono due, uno estivo stagionale, che si instaura fra i 15 e i 40 m, e l'altro invernale più profondo, ad una profondità variabile fra i 150 e i 400 m.
Nel Mediterraneo, che ha acque abbastanza limpide, si distinguono le seguenti zone di luminosità:
- Zona afotica: oltre 400 m: è la zona buia dove non giungono i raggi solari ed è pertanto caratterizzata dall'assenza di vita vegetale;
- Zona oligofotica: tra i 150 e i 400 m: fascia penetrata dalle sole radiazioni blu e nella quale pertanto sopravvivono solo pochissime specie vegetali;
- Zona eufotica: tra 0 e 150 m: dove arriva tutto lo spettro solare ed in cui pertanto sono possibili i processi fotosintetici.